# توم كيلي (لاعب كرة قدم بريطاني)
توم كيلي (بالإنجليزية: Tom Kelly)‏ (28 مارس 1964 في المملكة المتحدة - ) هو لاعب كرة قدم بريطاني في مركز الدفاع. لعب مع كوين أوف ساوث ونادي إكزتر سيتي ونادي بارتيك ثيسل ونادي توركي يونايتد ونادي هارتلبول يونايتد ونادي هيبرنيان ونادي يورك سيتي وBideford A.F.C. ‏ وBovey Tracey A.F.C. ‏ وبريدجواتر يونايتد ونادي ويموث وIlfracombe Town A.F.C. ‏ ونادي تاونتون تاون ‏.

## وصلات خارجية
- توم كيلي على موقع قاعدة بيانات كرة القدم.إي يو (الإنجليزية)
- توم كيلي على موقع Soccerbase.com (لاعب) (الإنجليزية)